# Jolien D'Hoore
Jolien D'Hoore (Gante, 14 de março de 1990) é uma desportista belga que compete no ciclismo nas modalidades de pista, especialista nas provas de pontuação e ómnium, e rota, pertencendo à equipa neerlandês Boels-Dolmans desde o ano de 2019.
Participou em dois Jogos Olímpicos de Verão, obtendo uma medalha de bronze em Rio de Janeiro 2016, na prova de ómnium, e o 5.º lugar em Londres 2012, na mesma prova.
Ganhou quatro medalhas no Campeonato Mundial de Ciclismo em Pista, nos anos 2017 e 2019, e seis medalhas no Campeonato Europeu de Ciclismo em Pista entre os anos 2009 e 2018.

## Biografia
Estreiou como profissional em 2009 no Topsport Vlaanderen depois de competir em provas de pista desde 2007. Já em 2008 tinha destacado em campeonatos de pista para corredoras juvenis e inclusive ganhou às suas primeiras carreiras em estrada, também em categoria juvenil, incluindo o Campeonato Mundial em Estrada da categoria. Já em categoria absoluta seguiu acumulando vitórias em pista, e desde 2012 em estrada, sendo sua melhor temporada em 2015 com seis vitórias profissionais.

## Medalheiro internacional
| Jogos Olímpicos    | Jogos Olímpicos            | Jogos Olímpicos   | Jogos Olímpicos |
| Ano                | Lugar                      | Medalha           | Competição      |
| ------------------ | -------------------------- | ----------------- | --------------- |
| 2016               | Rio de Janeiro ( Brasil)   | Medalha de bronze | Omnium          |
| Campeonato Mundial |                            |                   |                 |
| Ano                | Lugar                      | Medalha           | Competição      |
| 2017               | Hong Kong ( China)         | Medalha de ouro   | Madison         |
| 2017               | Hong Kong ( China)         | Medalha de bronze | Scratch         |
| 2018               | Apeldoorn ( Países Baixos) | Medalha de prata  | Scratch         |
| 2019               | Pruszków ( Polónia)        | Medalha de bronze | Scratch         |
| Campeonato Europeu |                            |                   |                 |
| Ano                | Lugar                      | Medalha           | Competição      |
| 2009               | Gante ( Bélgica)           | Medalha de prata  | Omnium          |
| 2013               | Apeldoorn ( Países Baixos) | Medalha de bronze | Omnium          |
| 2014               | Baie-Mahault ( França)     | Medalha de prata  | Omnium          |
| 2016               | Saint-Quentin ( França)    | Medalha de ouro   | Madison         |
| 2016               | Saint-Quentin ( França)    | Medalha de prata  | Pontuação       |
| 2018               | Glasgow ( Reino Unido)     | Medalha de bronze | Scratch         |

## Palmarés

### Pista
| - 2007 - Campeonato da Bélgica 500 m - 2.ª no Campeonato da Bélgica Perseguição - 2.ª no Campeonato da Bélgica Keirin - 2.ª no Campeonato da Bélgica Pontuação - Campeonato da Bélgica Velocidade - 2009 - Campeonato da Bélgica 500 m - 2.ª no Campeonato da Bélgica Pontuação - Campeonato da Bélgica Velocidade por Equipas (fazendo equipa com Kelly Druyts) - Campeonato da Bélgica Perseguição por Equipas (fazendo equipa com Jessie Daams e Kelly Druyts) - 2010 - Campeonato da Bélgica 500 m - 2.ª no Campeonato da Bélgica Pontuação - Campeonato da Bélgica Scratch - Campeonato da Bélgica Perseguição - Campeonato da Bélgica Omnium - Campeonato da Bélgica Velocidade por Equipas (fazendo equipa com Kelly Druyts) - Campeonato da Bélgica Perseguição por Equipas (fazendo equipa com Kelly Druyts) - 2012 - Campeonato da Bélgica Omnium - 2013 - Pruszków Pontuação - Aigle Scratch - Aigle Pontuação - 3.ª no Campeonato Europeu Omnium | - 2014 - Cottbus 500 m - Cottbus Omnium - Cottbus Pontuação - 2.ª no Campeonato Europeu Omnium - Gent Omnium - 2015 - Campeonato da Bélgica em Perseguição - Campeonato da Bélgica Scratch - Campeonato da Bélgica 500 m - Campeonato da Bélgica em Pontuação - 2016 - 3.ª no Campeonato Olímpico em Omnium - 2.ª no Campeã da Europa em Pontuação - 1.ª Campeonato da Europa em Madison (com Lotte Kopecky) - 2017 - Campeonato Mundial em Madison (fazendo casal com Lotte Kopecky) - 3.ª no Campeonato Mundial em Scratch - 2018 - 2.ª no Campeonato Mundial em Scratch |

### Estrada
| - 2012 - Campeonato da Bélgica em Estrada - 2013 - Dwars door de Westhoek - 2014 - Diamond Tour - Campeonato da Bélgica em Estrada - 2 etapas do BeNe Ladies Tour - 1 etapa do Boels Rental Ladies Tour - 2015 - Omloop van het Hageland - Boels Rental Tour de Drenthe - 1 etapa do Energiewacht Tour - Diamond Tour - 1 etapa do The Friends Life Women's Tour - 2.ª no Campeonato da Bélgica Contrarrelógio - Campeonato da Bélgica em Estrada - BeNe Ladies Tour, mais 3 etapas - Open de Suède Vargarda - 2 etapas do Boels Rental Ladies Tour - 2.ª na Copa do Mundo - 3.ª no Ranking UCI - 2016 - Flanders Diamond Tour - 3.ª no Campeonato da Bélgica em Estrada - 1 etapa do Tour de Feminin-O cenu Českého Švýcarska - BeNe Ladies Tour, mais 3 etapas - Madri Challenge by la Vuelta | - 2017 - Omloop van het Hageland - Grande Prêmio de Dottignies - Tour da Ilha de Chongming, mais 2 etapas - 1 etapa do The Women's Tour - Campeonato da Bélgica em Estrada - 1 etapa do Giro de Itália Feminino - 1 etapa do Ladies Tour of Norway - 2 etapas do Lotto Belgium Tour - Madri Challenge by La Vuelta - 2018 - Três Dias de Bruges–De Panne - 1 etapa do The Women's Tour - 2 etapas do Giro de Itália Feminino - 2019 - 1 etapa da Emakumeen Euskal Bira - 2 etapas do The Women's Tour - 2.ª no Campeonato da Bélgica Contrarrelógio |

## Resultados em Grandes Voltas e Campeonatos do Mundo
Durante a sua carreira desportiva tem conseguido os seguintes postos nas Grandes Voltas femininas e nos Campeonatos do Mundo em estrada:
| Carreira           | 2009 | 2010 | 2011 | 2012 | 2013 | 2014 | 2015 | 2016 | 2017 | 2018  | 2019 |
| ------------------ | ---- | ---- | ---- | ---- | ---- | ---- | ---- | ---- | ---- | ----- | ---- |
| Giro d'Italia      | -    | -    | -    | -    | -    | 98.ª | Ab.  | -    | 91.ª | 113.ª | -    |
| Tour de l'Aude     | -    | -    | -    | X    | X    | X    | X    | X    | X    | X     | X    |
| Grande Boucle      | -    | -    | X    | X    | X    | X    | X    | X    | X    | X     | X    |
| Mundial em Estrada | -    | -    | -    | -    | -    | -    | 49.ª | 10.ª | Ab.  | -     | -    |

-: não participa

X: edições não celebradas

## Equipas
- Vlaanderen-Capri Sonne-T-Interim (amador) (2007)
- Topsport Vlaanderen (2009-2012)
  - Topsport Vlaanderen Thompson Ladies Team (2009)
  - Topsport Vlaanderen-Thompson (2010)
  - Topsport Vlaanderen 2012-Ridley (2011)
  - Topsport Vlaanderen-Ridley 2012 (2012)
- Lotto Belisol Ladies (2013-2014)
- Wiggle (2015-2017)
  - Wiggle Honda (2015)
  - Wiggle High5 (2016-2017)
- Mitchelton-Scott (2018)
- Boels-Dolmans (2019-2020)